# Süddeutsche Fußball-Union
Der Bund der Süd-Westdeutschen Footballclubs, am 3. Juli 1893 umbenannt in Süddeutsche Fußball Union (SDFU), war der erste regionale Fußballverband im süddeutschen Raum. Er war ein kurzlebiger Vorläufer des heutigen Süddeutschen Fußball-Verbands (SFV) und existierte von 1893 bis 1895, sein Aktionsradius beschränkte sich im Wesentlichen auf die Region Oberrhein zwischen Straßburg und Frankfurt am Main. Der Schwerpunkt der Union war Karlsruhe, da dort die meisten Clubs bestanden.

## Gründung
Die Gründungsversammlung fand am 28. Mai 1893 in Karlsruhe statt. Der Sitz des Verbandes war in Baden-Baden. Gründungsmitglieder waren fünf Vereine:
- Baden-Badener FC 1893
- Cannstatter Fußball-Club 1890
- Karlsruher FV 1891
- Karlsruher FC Celeritas 1893[2]
- Straßburger FK 1890

Die Gründung des Verbandes ging auf die Initiative des Kapitäns des Straßburger FK, den Vereinsgründer und späteren Begründer der Sportzeitung Der Kicker, Walther Bensemann zurück. Präsident wurde der britische Militärkaplan Reverend T. Archibald S. White aus Baden-Baden, der auch Vorsitzender des dortigen FC war. Vize-Präsident waren, in der Reihenfolge der Amtszeit, Volck (Cannstatt), Walther Bensemann (bis 1. Mai 1894), Ludwig Stassny (Frankfurt) und Bruno Grenzebach (Berlin, Mai 1895).

## Verbandtätigkeit
Fußball, sowohl Association Football als auch Rugby Football war in Süddeutschland noch weitestgehend unbekannt und somit auch gegenüber Berlin unterentwickelt. Es bestanden in diesen Jahren nur wenige Clubs. Während der zwei Jahre der Existenz der SDFU wurden keinerlei Meisterschaftsspiele ausgetragen, sondern es fanden in der Regel nur interne Freundschaftsspiele der Mitgliedsclubs untereinander statt, sowie weiterhin einige internationale Begegnungen und Auswahlspiele der Union.
Weitere Vereine traten der Union bei, u. a. FC Frankfurt, Straßburger FC Celeritas 1894, Karlsruher FC Kickers. Ein vollständiges Mitgliedsverzeichnis war nicht bekannt.
Am 8. Juli 1893 besiegte die Auswahl der SDFU in ihrem ersten Spiel in Neuenheim den FC Frankfurt mit 1:0, am 23. Juli 1893 gewann der FC Frankfurt die Revanche in seinen Stadtmauern mit 1:0. Während des ersten Bundestages und gleichzeitig der zweiten Delegiertenversammlung der SDFU am 7. Oktober 1893 in Karlsruhe trug die Union ein Auswahlspiel gegen den Villa Longchamp FC aus Lausanne aus, der laut zeitgenössischen Berichten (Spiel und Sport) einer der besten kontinentalen Clubs seiner Zeit gewesen sein soll. Die Auswahl der SDFU gewann mit 2:1. Am 11. April 1894 konnte die SDFU (eine kombinierte Mannschaft aus Cannstatt und Frankfurt) ein internationales Rugbyspiel gegen eine Stadtauswahl von London austragen, verlor aber mit 3:16 Punkten. Einen Tag später verlor die SDFU gegen denselben Gegner ein Associationspiel mit 0:3.

## Probleme innerhalb des Verbands
Im Januar und November 1894 veröffentlichte der Verband die Bestimmungen für einen von Präsident Rev. White gestifteten „Ehrenpocal für Association Football“ unter den Mitgliedsvereinen. Als Termin war dann der 3. und 4. Juni 1895 vorgesehen, dieser Wettbewerb fand jedoch nie statt. Noch weiter ging Walther Bensemann, der bereits Ende März 1894 in Straßburg die „Meisterschaft des Continents“ veranstalten wollte und dafür einen eigenen Pokal zur Verfügung stellte. Hierdurch entstanden die ersten Verstimmungen innerhalb der Union, deren Vorstand sich weigerte, für eventuelle finanzielle Verluste aufzukommen, und dies auch öffentlich erklärte, nachdem die Kasse der SDFU zu diesem Zeitpunkt bereits ein Minus von 150 Mark aufwies. Weiterhin gab es Differenzen um die puritanischen Regeln der Süddeutschen Fußball-Union, was Alkoholgenuss nach einem Spiel betraf, daneben schon der bloße Aufenthalt in einer Kneipe. Für den Spieltag galt ein absolutes Wirtshausverbot.
Die Anfeindungen vor allem aus dem Bereich der nationalkonservativen und oft katholischen Lehrerschaft, Teilen des Adels und sehr massiv der Deutschen Turnerschaft gegen das „undeutsche“ Spiel Fußball begannen an Schärfe zuzunehmen, je größer die Popularität des Fußballs wurde. Diese gingen gepaart mit späteren Attacken des Deutschen Sprachvereins gegen den Gebrauch der weit verbreiteten englischer Begriffe im Fußball in einer Zeit, in denen die meisten Spieler aus dem Mittelstand kamen und weiterhin auch oft Akademiker waren. Spielverbote für Schüler waren nicht selten die Folge in einem restriktiver werdenden Deutschen Reich, in dem deutlich weniger persönliche Freiheit bestand als in den anderen westeuropäischen Ländern, wie vor allem England und Frankreich. Zahlreiche Spieler, und das nicht nur im Süden, wurden auf diese Weise gezwungen, unter einem „Künstlernamen“ anzutreten. Wurde ihre Teilnahme an Spielen dennoch entdeckt, drohten ihnen empfindliche Strafen von Seiten ihrer Schule.
Im Frühjahr 1894 eskalierte auch der Streit innerhalb der Süddeutschen Fußball Union. Der Karlsruher FC Kickers wurde am 7. April 1894 „wegen grober Verletzung seiner Pflichten“ aus der Union ausgeschlossen. Danach kam es wegen einer Geldstrafe von 5 Mark am 11. April 1894 zum Austritt des Karlsruher FC Celeritas 1893 und am 15. Juni 1894 zum Austritt des FC Frankfurt. Gleichzeitig war die Zusammenarbeit mit dem in Berlin ansässigen Deutschen Fußball- und Cricket Bund (DFuCB), der sich selbst in seiner ersten schweren Krise befand, verstärkt worden. Der DFuCB wurde vom Vorstand der SDFU als „oberste Instanz“ des Fußballs in Deutschland betrachtet. Da Bensemann für die Ausrichtung seiner Meisterschaft des Continents weder bei der Union noch beim DFuCB um Zustimmung nachgesucht hatte, vermehrten sich demzufolge auch die Angriffe auf ihn. Das Turnier fand am Ende auf private Initiative von Bensemann statt, aber nicht in der vorgesehenen Form, sondern es hatte mehr einen lokalen Charakter.

## Bensemanns Rücktritt und das Ende
Im Mai 1894 zog Walther Bensemann die Konsequenzen aus seinem Streit mit dem Restvorstand der Union und stellte seinen Posten als „Vicepräsident“ zur Verfügung. Der vorgesehene Anschluss der Süddeutsche Fußball Union an den Deutschen Fußball- und Cricket Bund kam letztendlich auf Grund von überzogenen Forderungen seitens der Berliner nicht zustande. Zum Jahreswechsel 1894/95 unternahm der DFuCB erstmals eine Tour nach Süddeutschland und trug dort drei Spiele aus.
Nachdem sich einige Vereine, die das Spiel mit Aufnehmen des Balles pflegten, einen eigenen Rugbyverband gründen wollten, war der SDFU weiterer Boden unter Füßen entzogen worden. Im Februar 1895 war der Schuldenstand bei 457 Mark, dazu kam eine weitere Schuld von 500 Mark in Straßburg. Im Mai 1895 trat der Straßburger FC Celeritas aus dem Verband aus. Danach wurde die Süddeutsche Fußball-Union aufgelöst. Ohne eine treibende Kraft wie Walther Bensemann war sie nicht länger lebensfähig. Es gab nach einer kurzen Phase von Aktivität nur noch Stillstand und Rückschritt, über mehr als eine Vereinigung von Gentlemen kam die Union nicht mehr hinaus.
Zwei Jahre später, am 17. Oktober 1897, gründete sich in Karlsruhe eine Nachfolgeinstitution, der Verband Süddeutscher Fußball-Vereine (VSFV), der Vorläufer des heutigen Süddeutschen Fußball-Verbands (SFV).